# Bahnhof Erding

Der Bahnhof Erding ist der Endpunkt der Bahnstrecke Markt Schwaben–Erding und die östliche Endstation der Linie 2 der S-Bahn München in der bayerischen Stadt Erding. Der S-Bahn-Betrieb wurde am 28. Mai 1972 aufgenommen. Im Rahmen des Projektes „Erdinger Ringschluss“ soll Erding einen Anschluss an eine dritte Flughafen-S-Bahn bekommen.

## Geschichte
Die Bahnstrecke von Markt Schwaben nach Erding wurde am 16. November 1872 eröffnet. 1970 wurde die Strecke und damit auch der Bahnhof elektrifiziert.

## Aufbau

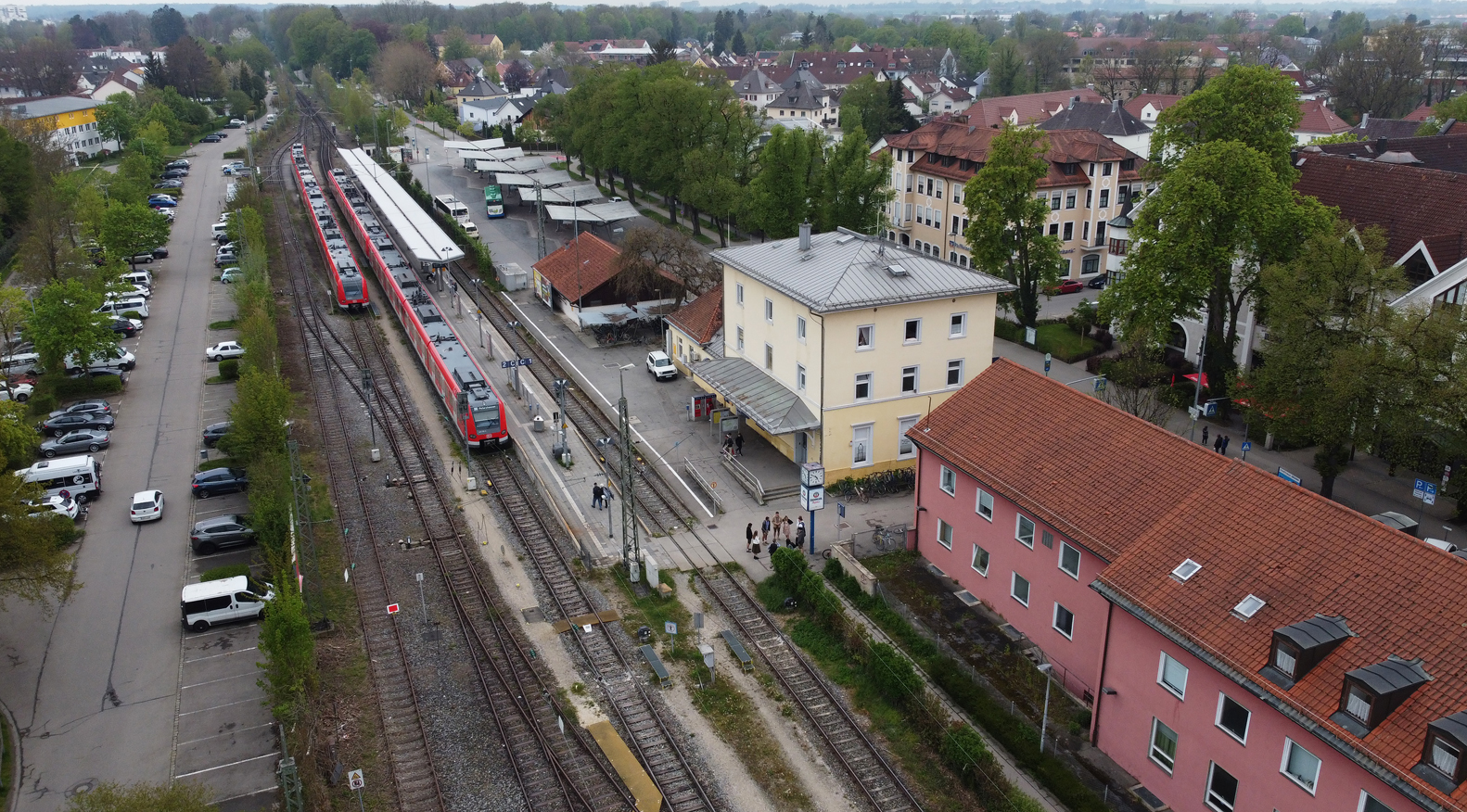
Bahnhof Erding, Luftbild Mai 2022

Der Bahnhof besitzt einen weitgehend überdachten Mittelbahnsteig. Dieser ist am Nordende ebenerdig, am Südende über eine Unterführung mit Zugang vom Bussteig des ZOB und von der Ostseite erreichbar. Der ehemalige Hausbahnsteig ist ohne verkehrliche Funktion. Am Bahnhofsvorplatz befindet ein ZOB mit 14 Bussteigen.
Am nordöstlichen Ende des Bahnhofes gab es ein Anschlussgleis zum Fliegerhorst Erding.
Sowohl das Empfangsgebäude als auch ein ehemaliger Güterschuppen sind heute (2018) noch vorhanden.

## Personenverkehr
Der Bahnhof Erding wird ausschließlich von S-Bahnen der Linie S2 auf der Kursbuchstrecke 999.2 bedient und bildet den Endpunkt dieser Linie. Dabei fahren im 20/40-Minuten-Grundtakt abwechselnd Züge aus Petershausen und Altomünster nach Erding und zurück. Zur Hauptverkehrszeit (HVZ) wird dabei zu einem 20-Minuten-Takt verdichtet, indem Züge der Relation Petershausen–Markt Schwaben nach Erding verlängert werden. In der morgendlichen HVZ fahren die Züge in Lastrichtung stadteinwärts als sogenannte Express-S-Bahnen mit weniger Halten zwischen Markt Schwaben und Leuchtenbergring, um zehn Minuten früher auf der Stammstrecke zu sein und mit weiteren Verstärkern einen 10-Minuten-Takt ab Markt Schwaben zu ermöglichen.
| Linie | Strecke | Takt               | HVZ-Takt        |
| ----- | --- | ------------------ | --------------- |
| S2    | Petershausen – Vierkirchen-Esterhofen – Röhrmoos – Hebertshausen – Dachau / Altomünster – Kleinberghofen – Erdweg – Arnbach – Markt Indersdorf – Niederroth – Schwabhausen – Bachern – Dachau Stadt – Dachau – Karlsfeld – Allach – Untermenzing – Obermenzing – Laim – Hirschgarten – Donnersbergerbrücke – Hackerbrücke – Hauptbahnhof – Karlsplatz (Stachus) – Marienplatz – Isartor – Rosenheimer Platz – Ostbahnhof – Leuchtenbergring – Berg am Laim – Riem – Feldkirchen – Heimstetten – Grub – Poing – Markt Schwaben – Ottenhofen – St. Koloman – Aufhausen – Altenerding – Erding | 20/40-Minuten-Takt | 20-Minuten-Takt |

Zahlreiche Buslinien halten am Bahnhofsvorplatz.

## Zukunft
Im Rahmen der Anbindung an den Flughafen München als Teil des Erdinger Ringschlusses wird der Bahnhof etwa 700 Meter nordöstlich des aktuellen Bahnhofs an dem Eingang des ehemaligen Fliegerhorstes Erding im Bereich der Anton-Bruckner-Straße als Tunnelbahnhof mit drei Bahnsteiggleisen neuerrichtet. Der zukünftige Bahnhof besitzt zwei Seitenbahnsteige für die S-Bahn und einen Seitenbahnsteig an der eingleisigen Strecke der Walpertskirchener Spange von/nach Mühldorf. Die Strecke von Altenerding wird zweigleisig ausgebaut, verläuft ab Haager Straße im Tunnel und trifft am Bahnhof Erding auf die Strecke aus Mühldorf. Ab Bahnhof Erding verlaufen die drei Gleise Richtung Flughafen zunächst unterirdisch unter der Sempt hindurch. Im anschließenden Verlauf im Trogbauwerk fädelt die Strecke aus Mühldorf in die Strecke zum Flughafen ein.